# حبیب بن میمون
حبیب بن میمون (عربی: الحبيب بن ميمون؛ زادهٔ ۱۱ آوریل ۱۹۵۷) بازیکن فوتبال اهل الجزایر بود.
از باشگاه‌هایی که در آن بازی کرده‌است می‌توان به باشگاه فوتبال مولودیه وهران اشاره کرد.
وی همچنین در تیم ملی فوتبال الجزایر بازی کرده‌است.